# Franz Felix

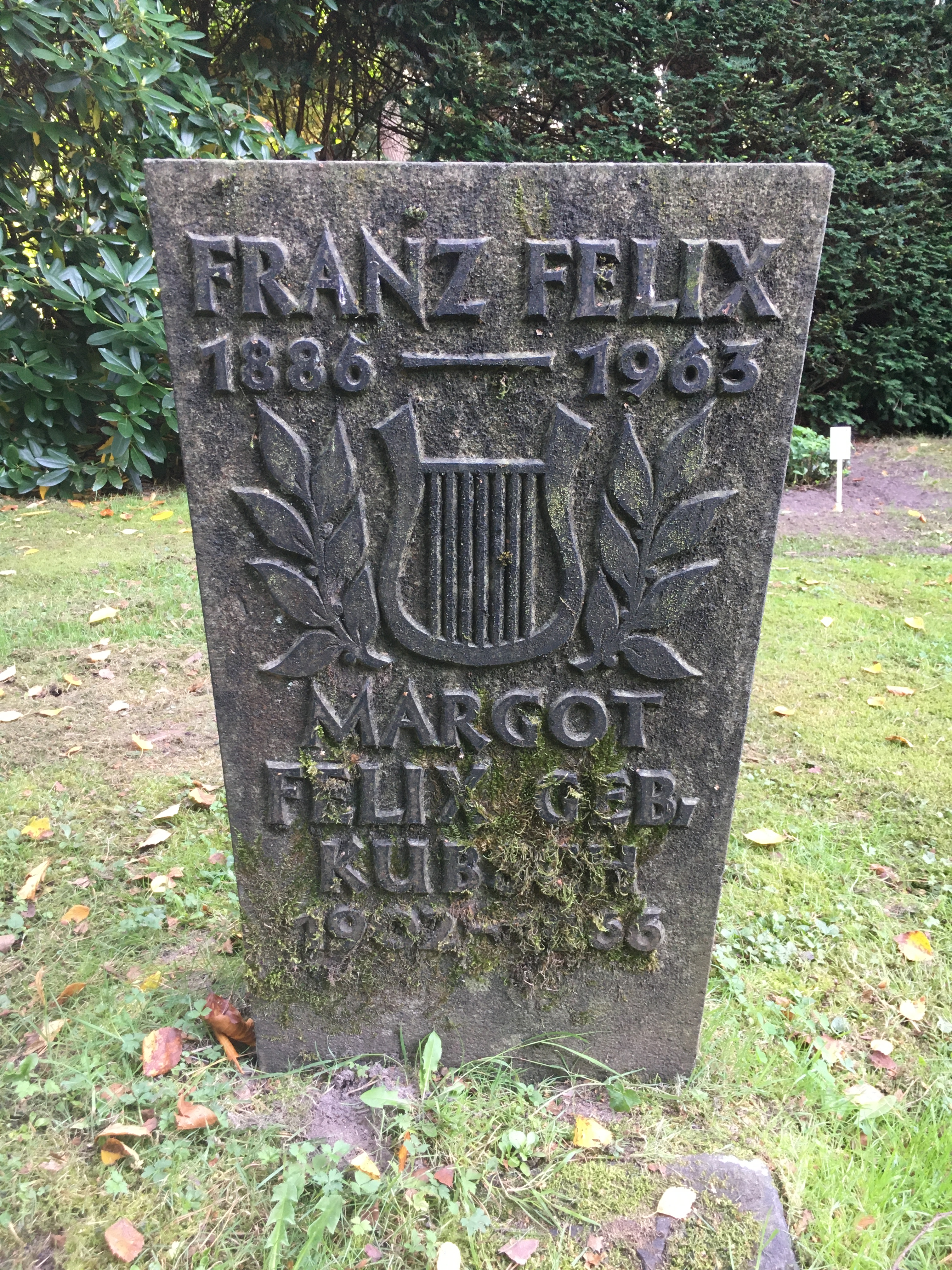
Grabstätte Franz Felix auf dem Friedhof Ohlsdorf

Franz Felix Stephanek (* 15. November 1886 in Wien; † 28. Januar 1963 in Braunschweig) war ein österreichischer Opernsänger (Tenor), Theaterregisseur und Theaterleiter.

## Leben
Franz Felix trat bereits 1906 als 20-jähriger im Hamburger Carl-Schultze-Theater auf. In späteren Jahren sang er am dortigen Operettenhaus als Tenorbuffo und leitete zeitweise das Kleine Lustspielhaus an den Großen Bleichen, in dem ab 1936 das Ohnsorg-Theater seine langjährige Spielstätte hatte. Auch in anderen Städten arbeitete Felix als Theaterleiter und Regisseur, so in Berlin, Breslau und Hannover. Seine letzte Wirkungsstätte war das Staatstheater Braunschweig.
Eine bekannte Rolle Felix’ auf der Bühne war der Valentin in Ferdinand Raimunds letztem Werk Der Verschwender. Ab 1915 arbeitete er auch gelegentlich vor der Kamera, so als Alfred in einer frühen Filmfassung der Fledermaus von Johann Strauss oder in dem Stummfilm Die Stumme von Portici. In den 1950er-Jahren trat er in einigen musikalischen Sendungen auf, ebenso wirkte er in Hörspielen des damaligen NWDR mit.   
Franz Felix war seit 1929 verheiratet mit der Operettensängerin Margot Kubsch (1904–1966). Im Alter von 76 Jahren verstarb er in Braunschweig, wurde aber auf dem Hamburger Friedhof Ohlsdorf im Planquadrat AC 15 beigesetzt.

## Filmografie
- 1915: Mit Herz und Hand fürs Vaterland
- 1922: Die Stumme von Portici
- 1931: Die Fledermaus
- 1936: Der schüchterne Casanova
- 1936: Flitterwochen
- 1955: 1955er Auslese
- 1956: Zum neuen Jahr – das neue Spiel
- 1960: Wir bieten an

## Hörspiele
- 1946: Ralph Benatzky: Bezauberndes Fräulein – Regie: Karl-Heinz Reichel – NWDR
- 1946: Walter Erich Schäfer: Die Reise nach Paris – Regie: Fritz Schröder-Jahn – NWDR
- 1950: Martha Jochens: Johannes Brahms – Regie: Hans Freundt – NWDR
- 1951: Hans-Wilhelm Kulenkampff: Das Leben des Walzerkönigs – Regie: Kurt Meister – NWDR
- 1951: Josef Martin Bauer: Um Jahr und Tag – Regie: Otto Kurth – NWDR